# Oj... kotku
Oj... kotku (stylizowany zapis: oj... KOTKU) – trzeci singel Edyty Górniak promujący album My. Utwór ten jest tematem przewodnim filmu Sławomira Kryńskiego Pokaż, kotku, co masz w środku. Internetowa premiera piosenki odbyła się 24 października 2011 na oficjalnym kanale YouTube artystki, natomiast oficjalna premiera radiowa odbyła się 7 grudnia 2011 w Radiu ZET. Premiery piosenki oraz teledysku miały odbyć się w pierwszej połowie roku, jednak zostały przesunięte z powodu opóźnienia premiery filmu.
Autorem tekstu jest Karolina Kozak, zaś muzyki Łukasz Rutkowski, Bogdan Kondracki, Dagmara Melosik.
15 października 2011 do sieci trafiła nieukończona wersja piosenki. Z tego powodu Górniak postanowiła przyspieszyć premierę ostatecznej wersji na 24 października, mimo że premierę filmu zaplanowano dopiero na 25 grudnia 2011. Premiera piosenki odbyła się na oficjalnym kanale YouTube Górniak.
Edyta na swojej oficjalnej stronie internetowej poinformowała, że piosenka nie znajdzie się ostatecznie na płycie - natomiast pojawi się w formie bonusu, w wersji cyfrowej albumu My.

## Teledysk
Teledysk był nagrywany w maju 2011 w salonie La Mania w Warszawie, natomiast po kilku miesiącach zostały dograne partie fabularyzowane, wcielające wokalistkę w fabułę filmu. Plan zdjęciowy trwał 16 godzin. Reżyserem klipu był Mirosław Kuba Brożek. Jego fragment pokazano 13 listopada 2011 w programie Dzień dobry TVN, natomiast premiera całego teledysku odbyła się 18 listopada na portalu Wirtualna Polska, a od następnego dnia był już dostępny na oficjalnym kanale YouTube artystki.

## Notowania

### TV
| Notowanie (2011) | Prowadzenie | Pozycja |
| ---------------- | ----------- | ------- |
| Must watch       | 4fun.tv     | 2       |

### Radio
| Notowanie (2011/2012)                      | Prowadzenie                | Pozycja |
| ------------------------------------------ | -------------------------- | ------- |
| Lista Przebojów Radia ZET                  | Radio Zet                  | 15      |
| Lista Przebojów Radia Złote Przeboje       | Radio Złote Przeboje       | 21      |
| Lista Przebojów Trójki                     | Trójka                     | 58      |
| Nowości                                    | Radio Traffic              | 1       |
| Playlista C                                | Radio Traffic              | 1       |
| Shake Top 20                               | Radio Traffic              | 1       |
| Lista przebojów PR PiK                     | Radio PiK                  | 9       |
| Power Play - Muzyczne nowości tygodnia     | Radio PiK                  | 6       |
| Top 15                                     | Wietrzne Radio             | 1       |
| Lista przebojów Radia Atut                 | Radio Atut                 | 1       |
| Lista 10 z 30                              | Polskie Radio 1030 AM      | 1       |
| Polska lista przebojów                     | Radio „Znad Wilii”         | 2       |
| Pogodna lista przebojów                    | Radio „Znad Wilii”         | 23      |
| RZW Chart - Lista Przebojów                | Radio ZW                   | 2       |
| Polska lista przebojów w Belgii i Holandii | Radio e-migrant            | 20      |
| Lista przebojów Radia EL                   | Radio EL                   | 1       |
| UTWORY POLSKIE - Lista B                   | Radio EL                   | 1       |
| Złota 30                                   | Radio Koszalin             | 2       |
| Strefa HITÓW                               | Radio Strefa FM            | 1       |
| TOP 30 PL – Polska lista przebojów         | Muzyczne Radio             | 6       |
| Lista Przebojów Radia Konin                | Radio Konin                | 1       |
| Lista przebojów                            | Katolickie Radio Ciechanów | 1       |
| Londyn TOP 20                              | Polskie Radio Londyn       | 3       |
| Balladowa Lista Przebojów                  | Radio FaMa                 | 2       |
| Szczęśliwa 13                              | Polskie Radio Białystok    | 13      |
| NAJ 10-tka                                 | Katolickie Radio Podlasie  | 10      |

| Notowanie – Propozycje (2011/2012) | Prowadzenie  | Pozycja |
| ---------------------------------- | ------------ | ------- |
| Mniej-Więcej-LISTA – Codzienna     | Radio Zachód | 1       |

### Polska Airplay Top 100
| Tydzień | 01 | 02 | 03 | 04 | 05 | 06 | 07 | 08 | 09 | 10 | 11 | 12 | 13 | 14 |
| ------- | -- | -- | -- | -- | -- | -- | -- | -- | -- | -- | -- | -- | -- | -- |
| Pozycja | 50 | 45 | 46 | 37 | 25 | 35 | 29 | 30 | 45 | 37 | 35 | 39 | 43 | 49 |

| Airplay (2011)                | Prowadzenie    | Pozycja |
| ----------------------------- | -------------- | ------- |
| Polska Airplay Top 100 Charts | Charly1300.com | 25      |